# Думбадзе Фатуша Давидівна
Фатуша Давидівна (Дурсунівна) Думбадзе (1913, село Аламбарі, тепер Кобулетський муніципалітет, Аджарія, Грузія — ?) — грузинська радянська державна діячка, секретар ЦК КП Грузії. Член ЦК КП Грузії. Депутат Верховної ради Грузинської РСР 1—4-го скликань. Депутат Верховної ради СРСР 5-го скликання.

## Життєпис
У 1932 році закінчила Вищу комуністичну сільськогосподарську школу.
З 1932 року — секретар Аджарського обласного комітету ЛКСМ Грузії з кадрів; секретар Батумського міського комітету ЛКСМ Грузії.
Член ВКП(б) з 1939 року.
У 1939—1942 роках — секретар, у 1942—1944 роках — 1-й секретар Аджарського обласного комітету ЛКСМ Грузії.
У 1944—1946 роках — заступник голови Ради народних комісарів Аджарської АРСР.
Закінчила історичний факультет Батумського державного педагогічного інституту.
З вересня 1946 по вересень 1950 року — міністр соціального забезпечення Аджарської АРСР.
У вересні 1950 — 1954 року — секретар Батумського міського комітету КП(б) Грузії.
У 1954—1956 роках — міністр культури Аджарської РСР.
У 1956 — травні 1957 року — 1-й секретар Кобулетського районного комітету КП Грузії.
29 травня 1957 — 27 вересня 1961 року — секретар ЦК КП Грузії.
У 1961 — 18 липня 1974 року — міністр побутового обслуговування населення Грузинської РСР.
Подальша доля невідома.

## Нагороди
- орден Леніна (7.08.1960)
- орден Трудового Червоного Прапора (9.09.1971)
- два ордени «Знак Пошани»
- медалі